# Sopronudvard
Sopronudvard (németül: Großmutschen, horvátul: Mučindrof) Répcesarud-Alsópulya község része Ausztriában, Burgenland tartományban a Felsőpulyai járásban.

## Fekvése
Felsőpulyától 6 km-re délkeletre a Répce bal partján fekszik.

## Története
Már a római korban kiterjedt szőlőművelés folyt ezen a vidéken. Itt vezetett át a Rómából a Balti-tenger irányába haladó Borotyánkő út.
A mai települést 1466-ban „Wdward”, 1496-ban „Odwar” alakban említik.
Vályi András szerint „UDVARD. Gross Mutschen. Horvát falu Sopron Várm. földes Urai B. Sennyey, a’ kinek kastéllyával díszesíttetik, és más Uraságok, lakosai katolikusok, fekszik Sopronhoz 3 2/8 mértföldnyire; határja hegyes, sovány, 2 nyomásbéli, rozsot, árpát, zabot, és pohánkát terem, szőleje nints, legelője szoros.”
Fényes Elek szerint „Udvard, ném. Grosz-Mutschen, horvát falu, Sopron vmegyében, Kőszeghez északra 1 1/4 mfld., 358 kath. lak., 59 házzal. Van 385 hold sovány szántófölde, 800 h. erdeje, rétje, legelője; szőlője nincsen. F. u. gr. Niczky Emánuel.”
1910-ben 497, túlnyomórészt horvát lakosa volt. 1921-ben a trianoni és a saint germaini békeszerződések értelmében Ausztria része lett.

## Nevezetességei
A római Borostyánkő út egy feltárt szakasza az Urbarial-Wald bemutatóhelyen egy magas úttöltés formájában látható az erdőben.